# 小行星2220
小行星2220（2220 Hicks）是一颗围绕太阳公转的小行星。1975年11月4日，埃莉諾·赫琳在帕洛马山发现了此天体。
該小行星以商人威廉·B·希克斯（William B. Hicks）命名。
这颗小行星的绝对星等为278.48837等。